# Politische Antizipation
Die Politische Antizipation ist ein Instrument zur Entscheidungsfindung, die als Grundsatz das Verständnis der rationalen Zukunft hat, und in jedem Bereich, jeder Industrie oder jedem Markt einsetzbar ist.
Die Methode wurde Anfang 2006 von dem Think Tank LEAP/Europe 2020 und dessen Gründer Franck Biancheri entwickelt. und ist in den Bereich der Zukunftsforschung einzureihen.
Sie unterscheidet sich von den klassischen Methoden der Zukunftsforschung, indem die Vorhersage nicht aus einer Verlängerung der bestehenden Trends abgeleitet wird, sondern das vollständige Verständnis der Zukunft und eine korrekte Beurteilung der Kräfte der verschiedenen Akteure, die sie beeinflussen, angestrebt wird. Die Bruchpunkte der Tendenzen und Trends werden identifiziert, um dadurch das Ziel  beeinflussen zu können. Dies wird systematisch in allen Perspektiven – politischen, wirtschaftlichen, sozialen, finanziellen, kulturellen, technischen etc. – durchgeführt.
Die Politische Antizipation ist nicht nur proaktiv, sondern auch dynamisch. Sie konzentriert sich auf den Prozess des Wandels und die Tatsache, dass Veränderungen zum Leben dazugehören, wir mit Veränderungenleben, und denen wir nicht Widerstand leisten sollten. Die derzeit wichtigste praktische Umsetzung dieser Methode wird vom Thinktank  LEAP (Europäisches Labor der Politischen Antizipation) und seinem monatlichen Newsletter GEAB über die globale systemische Krise durchgeführt.

## Geschichte
Im Januar 2006 wurde die erste Ausgabe des GEAB von LEAP veröffentlicht, in der zum ersten Mal der Begriff der Politischen Antizipation verwendet wird. Im Februar 2006 kündigt LEAP den Ausbruch der systemischen globalen Krise an und eine ihrer Folgen, nämlich den Fall einer Großbank in den USA…
Diese Veröffentlichung und die Antizipationen der Krise wurde von einigen Bereichen der Zukunftsforschung als sehr mutig angesehen gegenüber der Zaghaftigkeit der Trendforschung die Projektionen innerhalb der politischen Korrektheit durchgeführt hat. 
Im Jahr 2009 wurde der Verlag Anticipolis gegründet, der unter anderem Bücher wie das „Handbuch der Politischen Antizipation“ herausgegeben hat, ein kleines Buch, das die wichtigsten Merkmale der Methode der politischen Antizipation enthält.
Franck Biancheri, Studienleiter des LEAP und Gründer der Methode der Politischen Antizipation, veröffentlichte sein Werk "Nach der Krise – auf dem Weg in die Welt von Morgen" (Anticipolis Publishing), in dem er die Entwicklung der Welt von gestern in die Welt von morgen von 2010 bis 2020 prognostiziert.

## Lehre
Im Jahr 2010 bietet LEAP einen Kurs in Zusammenarbeit mit der Sorbonne in Paris über die Politische Antizipation an.
Im März 2012 wurde die Stiftung für Bildung und Ausbildung der Politischen Antizipation (FEFAP) gegründet, die regelmäßige Lehrgänge über Politische Antizipation in vier Sprachen mittels Videokonferenzen und online-Foren anbietet.
Die Überwachung und Aktualisierung der Methode der Politischen Antizipation wird von IRPA (Internationaler Rat für Politische Antizipation) mit Sitz in Hamburg durchgeführt.

## Methode
Die Methode der Politischen Antizipation orientiert sich an der Aufstellung von Maßnahmen, die es ermöglichen, die Entwicklung von zukünftigen Ereignissen zu beeinflussen. Es werden kurz-, mittel- und langfristige Trends identifiziert und die Elemente bewertet, die diese Tendenzen beschleunigen oder bremsen. Die Methode sieht die Ereignisse vorher, die eine Ruptur der Tendenzen provozieren können. 
Notwendig ist es dabei, präzise mit dem Datum umzugehen, d. h. das genaue Datum und den genauen Ort, wo die politische Antizipation stattfindet, anzugeben, so wie auch das Datum an dem letztlich das prognostizierte Ereignis stattfindet.
Darüber hinaus wird größten Wert auf die Objektivität durch glaubwürdige Informationsquellen und Selbstkritik der Wünsche und Vorurteile der Autoren der politischen Antizipation gelegt. Die Bewertung der Erfolge der Politischen Antizipation ist ein wesentlicher Bestandteil der Methode nach dem Ablauf des vorgesehenen Datums. Diese Analyse ermöglicht die Entwicklung der eigenen Fähigkeit zu antizipieren und verbessert zukünftige Antizipationen.

## Anwendung
Ereignisse vorhersehen ist eine Notwendigkeit, um die Entscheidungsfindung in komplexen Gesellschaften zu verbessern.
"Wenn Sie ein kleines Boot steuern, treffen Sie die Entscheidung den Kurs zu wechseln und tun das auch im selben Moment. Wenn Sie einen Supertanker steuern, müssen Sie um zu einem bestimmten Zeitpunkt den Kurs wechseln zu können (antizipieren), die Kursänderung jetzt einleiten (politische Handlung )." Franck Biancheri.
Die Methode der politischen Antizipation ist in der Entscheidungsfindung in verschiedenen Bereichen oder Disziplinen anwendbar, sowohl auf der individuellen, Firmen- wie auch institutionellen Ebene. Sie wird sowohl für Entscheidungen bezüglich der wirtschaftlichen oder familiären Anliegen von Beratern, Ökonomen und Industrieexperten verwendet, die die in der Zukunft möglichen Entwicklungen in ihre Beratungsanalysen integrieren oder von Institutionen, die im Bereich der Innovation tätig sind.
Die Methode strebt an, das Monopol und die missbräuchliche Verwendung der Macht der Zeitachse der Institutionen zu brechen und das Antizipieren allgemein in unserer Gesellschaft zu verbreiten.
Die Klarheit der Berichte der politischen Antizipation ist einer der Aspekte, die in der Methode gelehrt werden. Visuelle Elemente, ein allgemein verständliches Vokabular, Erklärungen von weniger bekannten Konzepten erlauben es, dass die Methode von jedem angewendet werden kann, der Entscheidungen zu treffen hat, sei es im persönlichen, professionellen, wirtschaftlichen, politischen oder technischen Bereich.
Die Multidisziplinarität ist eine weitere Eigenschaft, da alle Aspekte miteinander verknüpft sind und eine monodisziplinäre Sichtweise eine unvollständige Sicht der Wirklichkeit bieten würde.

## Kritik
Der Name „Politische Antizipation“ legt nahe, dass die Methode nur für den Bereich der Politik gilt. Diese Aussage wird durch die Tatsache verstärkt, dass die praktische Anwendung im GEAB-Bulletin den Bereich der internationalen Politik betrifft. Jedoch vertreten die Autoren der Methode die Meinung, dass die universelle Anwendung möglich ist und interpretieren das Adjektiv "politisch" im Sinne vom Einflussnahme auf die Zukunft der Entwicklung und Umsetzung spezifischer Maßnahmen.
Ein weiterer Kritikpunkt ist, dass die Methode relativ jung ist und somit erst wenige konkrete Ergebnisse über Verifizierung oder Falsifizierung von Prognosen vorliegen.

## Bibliographie
- Gonod, Pierre (2006). Au sujet de la crise systémique
- Caillol, Marie-Hélène (2010). Handbuch der Politischen Antizipation, Ed. Anticipolis
- Biancheri, Franck (2010). Nach der Krise - Auf dem Weg in die Welt von Morgen, Ed. Anticipolis
- Perifel, Sylvain y Schneider, Philippe (2011). 2015 – Der Zusammenbruch des Immobilienmarkts in den westlichen Staaten, Ed. Anticipolis
- Caillol, Marie-Hélène: Political anticipation: observing and understanding global socio-economic trends with a view to guide the decision-making processes. In: International Journal of General Systems. 41, 2012, S. 77–90, doi:10.1080/03081079.2011.622094.
- Caillol, Marie-Hélène (2014). Anticipation politique: S’autoriser à penser l’ « autre moitié » de la ligne temporelle